# Parania tricolor
Parania tricolor là một loài tò vò trong họ Ichneumonidae.